# Rudolf Garrels

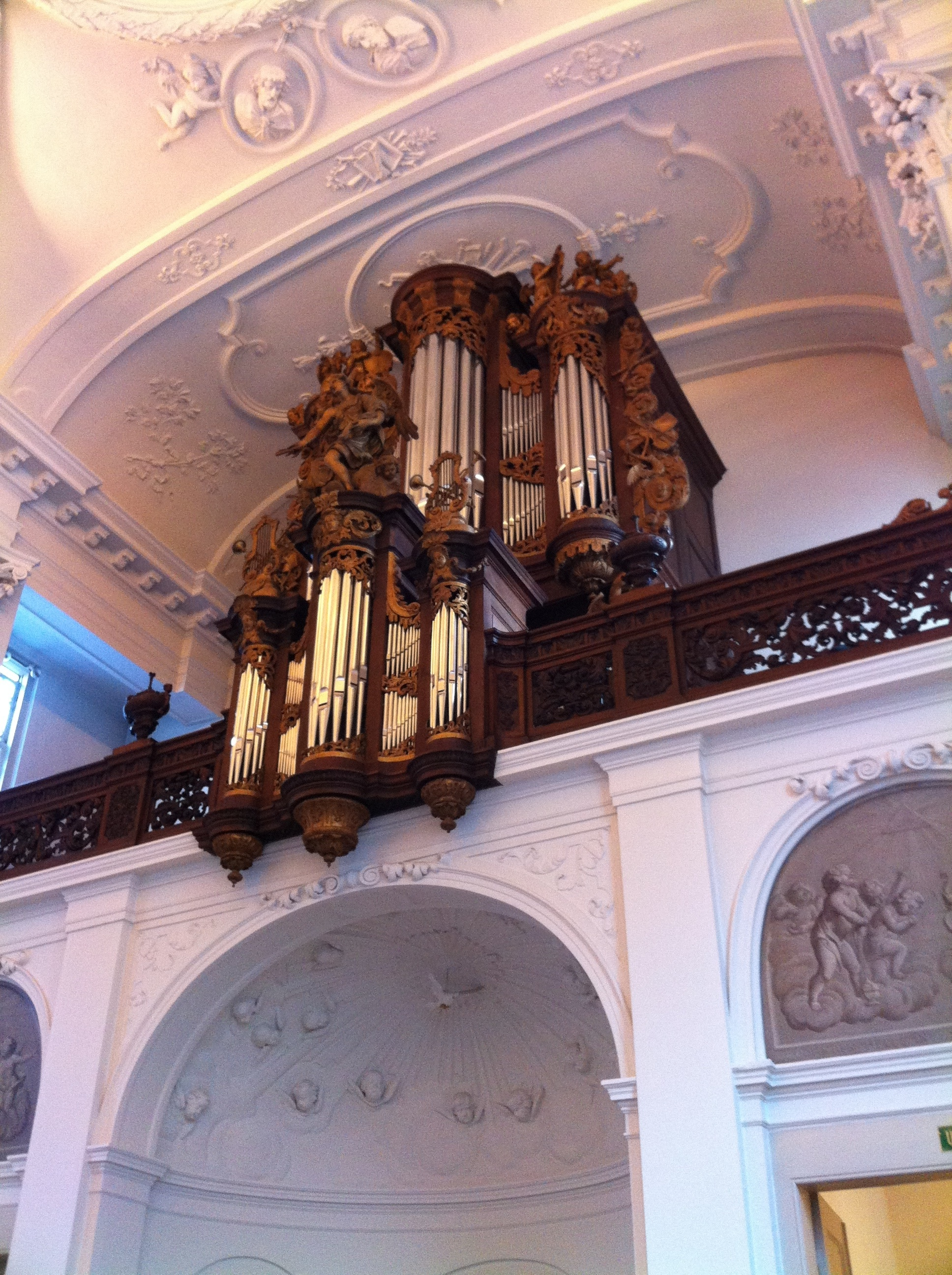
Het orgel in de Oud-Katholieke H.H. Jacobus- en Augustinuskerk in Den Haag

Rudolf Garrels (Norden, gedoopt 25 maart 1675 – Den Haag, 9 mei 1750) was een Nederlands orgelbouwer van Duitse komaf. Hij was voorts bedreven in de houtsnijkunst.

## Loopbaan
Hij werd gedoopt in de Sint-Liudgerkerk te Norden als zoon van bierbrouwer Garrelt Harings en Eske Christoffer. Hij was leerling van orgelbouwer Arp Schnitger, werkte mogelijk in diens atelier in Hamburg, en bouwde met hem mee aan het eerste Schnitger-orgel van de Der Aa-kerk in Groningen, dat in 1697 gereed kwam en maar dertien jaar bestaan heeft. Tijdens het bouwen van orgels leerde hij ook Schitgers meesterknecht Johannes Radeker kennen, met wie hij menig orgel bouwde, uitbouwde en repareerde. Samen met Schnitger en Radeker en soms ook alleen werkte hij (mee) aan orgels in Peize, Uithuizen, Eenum, Godlinze en Sneek. Hij keerde nog even terug naar zijn doopkerk om er het houtsnijwerk te verzorgen van de preekstoel (1711-1712). In 1713 vestigde Garrels zich in Groningen en werkte met zijn collegae aan orgels in Eelde, Zuidlaren, Anloo en de Evangelisch Lutherse Kerk in Groningen.
Garrels verdween in de periode van 1718 tot 1723 uit beeld. Het is onbekend hoe hij zich in die jaren in leven hield. Garrels' naam dook vervolgens op in Leiden, waar uit hij een huisorgel bouwde voor de Duitse gezant. Hij mocht toen ook voor drie jaar de orgels van de Pieterskerk en Hooglandse Kerk aldaar onderhouden. Hij maakte er kennis met organist en orgeladviseur Aeneas Egbertus Veldcamps, met wie hij veelvuldig samenwerkte. Orgels in Den Haag (Evangelisch Lutherse Kerk, 1723-1724), Den Haag (Oud Katholieke kerk, 1724-1726), Maasland (1724-1725), Maassluis (1730-1732), Purmerend (1739-1742) en Klundert (1749-1750) volgden.
Zijn reeks orgels liet een samensmelting zien van de Schnitger-traditie en de Hollandse stijl. Een aantal is inmiddels (deels) verloren gegaan, maar zijn orgels in de Oud Katholieke Kerk in Den Haag (tevens rijksmonument), de Groote Kerk van Maassluis en de Koepelkerk/Sint Nicolaaskerk in Purmerend zijn nog aanwezig.
Vanaf 1732 woonde hij Den Haag, inmiddels in 1727 getrouwd met weduwe Jannetje van der Vijver. Zij brachten hun laatste levensjaren door in het Sacramentsgasthuis (een verzorgingstehuis voor ouderen) in de Oude Molstraat in Den Haag. Purmerend kent een Rudolf Garrelsstraat.